# Jüdischer Friedhof Framersheim
Der Jüdische Friedhof in Framersheim ist gemäß § 3 Absatz 1 in Verbindung mit § 5 Absatz 5 des Denkmalschutzgesetzes von Rheinland-Pfalz geschützt.

## Beschreibung
Erste Begräbnisplätze befanden sich auf dem so genannten „Freien Platz“ am Beginn der Hinterstraße, welche ab 1892 im Gemeindebesitz war und im Bereich der Mainzer Straße 48, dieser wurde 1829/30 eröffnet und 1887 erweitert. Eine neue, an den allgemeinen Friedhof nördlich anschließende Anlage wurde 1893 in der heutigen Straße In der Dorfgewann eröffnet.
Den Eingang flankieren Torpfeiler aus Sandstein mit wuchtigen Deckplatten. Nach Schändung bei den Novemberpogrome 1938 verblieben, in neuer Aufstellung, 31 teils beschädigte Grabsteine (Mazewot) mit Sterbedaten zwischen 1892(!) und 1938. Die älteren aus Sandstein, u. a. gebrochene Säule mit Kranz von 1896, die jüngeren im östlichen Teil meist aus Hartstein, so zum Beispiel ein Obelisk von 1934.